# Cocalero

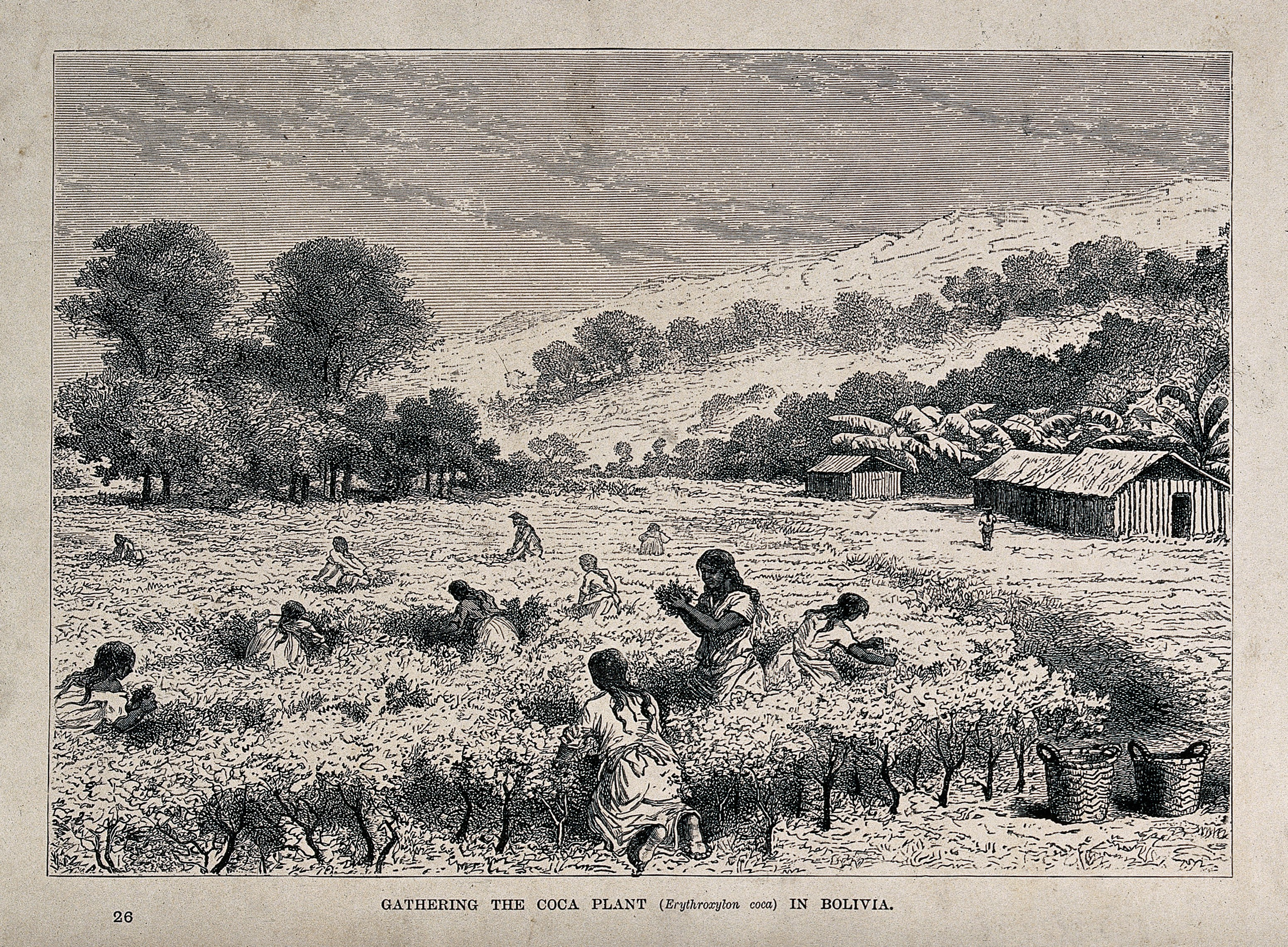
Cocaleras boliviennes, sur gravure sur bois (vers 1867).

Un cocalero ou cocalera est la personne, en Bolivie, en Colombie et au Pérou, qui se consacre à la culture de plantes de coca, soit particulièrement les espèces Erythroxylum coca, également appelée « coca bolivienne », et Erythoxylum novogranatense var. truxillense, appelée aussi « coca colombienne »,. L'appellation est également utilisée pour nommer ceux qui migrent de façon saisonnière vers le lieu de culture pour récolter les feuilles de coca,.  

## Travail

### Cueillette
La cueillette des feuilles matures des buissons est une activité réalisée principalement par les femmes,,. Cette activité manuelle requiert qu'il faille éviter d'endommager la plante et ses branches. L'anthropologue Anthony Henman décrit le processus de récolte de coca comme suit sur la base de ses observations dans le sud du Cauca :

« ...c'est une activité considérée comme plus appropriée pour les femmes et les enfants. Comme le filage ou le tissage, la récolte est un processus long et laborieux qui ne nécessite pas de force brute mais plutôt une patience considérable et la répétition inlassable des mêmes mouvements. La branche de coca doit être saisie fermement d'une main, tandis que de l'autre chaque feuille est arrachée individuellement et placée dans un sac ou un panier.
Le simple fait de laisser glisser votre main le long d'une branche, en arrachant les feuilles d'un seul mouvement, est considéré comme un signe de paresse et de mauvaise technique, car cela endommage souvent les ramilles de la branche. Ces bourgeons contiennent le potentiel de croissance de nouvelles feuilles et, par conséquent, une mauvaise récolte entraînera une diminution significative des récoltes futures du même buisson. »

## Importance culturelle et économique de la coca

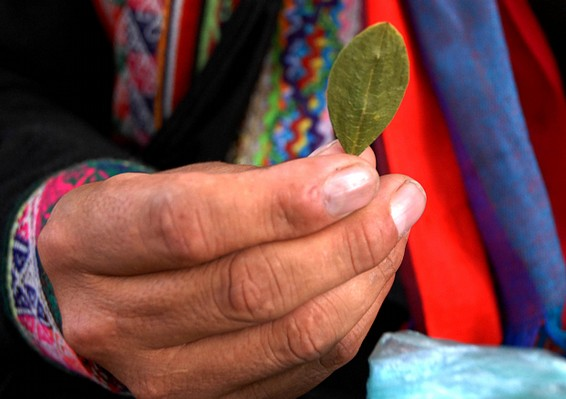
Feuille de coca, en Bolivie.

### Usage traditionnel
Les feuilles de coca cultivées et récoltées par les cocaleros ont été et sont traditionnellement utilisées par les communautés autochtones et traditionnelles des Andes d'Argentine, de Bolivie, du Chili, d'Équateur et du Pérou. L'utilisation des feuilles de coca dans la zone andine remonte à au moins six mille ans avant notre ère. Des preuves archéologiques et archéobotaniques ont été trouvées dans plusieurs cultures, de la période formative (es) telle que la culture Valdivia à la période de l'Horizon tardif (es) telle que la civilisation inca. 
L'acullico (es) (également appelé chacchado, ou en français : mastication) des feuilles de coca fait partie intégrante de la tradition culturelle andine et de sa vision du monde. Pour la majorité des utilisateurs andins, la feuille de coca conserve un caractère sacré et remplit des fonctions toniques, thérapeutiques, sacrées et sociales. 
Au sein des pratiques rituelles avec les feuilles de coca, il y a l'utilisation de celles-ci comme offrande sous forme de kintu (es) et comme moyen de divination dans la lecture des feuilles de coca,,,.

### Usage contemporain

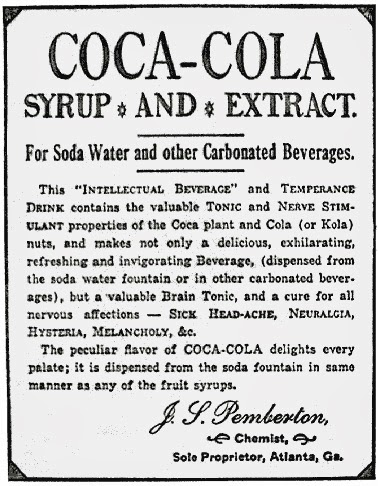
Depuis 1886, la boisson gazeuse Coca-Cola contient des extraits de feuille de coca et de noix de cola.

Au-delà des usages traditionnels, les feuilles de coca récoltées au Pérou par les cultivateurs sont achetées par l'Empresa Nacional de la Coca, une société d'État, puis exportées commercialement vers les États-Unis. Les feuilles sont reçues et traitées par Stepan Chemicals, une entreprise de fabrication de produits chimiques de Chicago. De cette société, The Coca-Cola Company reçoit des extraits de la plante Erythroxylum novogranatense var. truxillense pour la production de Coca-Cola. Les feuilles de coca sont acquises légalement (environ 115 tonnes par an) avec l'autorisation du ministère de la Justice des États-Unis. La société Mallinckrodt Pharmaceuticals de Saint-Louis fabrique du chlorhydrate de cocaïne à partir des restes de la plante qu'elle reçoit de la société Stepan et le distribue dans le reste du pays à des fins médicales,.  
La coca demeure également utilisée à domicile, faisant partie de la médecine naturopathique traditionnelle andine, soit pour soulager les maux de tête, soit pour cicatriser les plaies. 
Les feuilles sont aussi utilisées au Pérou et en Bolivie pour fabriquer des produits tels que le thé de coca et la farine de coca, entre autres. 
Les feuilles de coca sont également utilisées illégalement par les trafiquants de drogue pour la production de dérivés tels que le chlorhydrate de cocaïne, la pâte de base de cocaïne et le crack destinés à être distribués et commercialisés sur le marché noir dans divers pays d'Amérique du Sud et à l'extérieur, notamment en Espagne, aux États-Unis, en Hollande et au Mexique,,.

## Les États-Unis et le trafic de drogue en Bolivie
En Bolivie et ailleurs sur le continent, les États-Unis font pression pour éradiquer la feuille de coca au moyen de l'argument de poursuivre la guerre contre la drogue. Ils font néanmoins face à une résistance de la part des cocaleros qui arguent que la feuille est essentielle à la subsistance économique, mais surtout qu'elle fait partie de la culture andine traditionnelle.
Des mécanismes juridiques ont également été utilisés pour autoriser la production de coca dans certaines régions, tandis que d'autres ont été laissées en zones illégales, affectant les familles paysannes et les qualifiant de criminels, comme couvertures pour le trafic de drogue. Ce fut une période de grandes violations des droits de l'homme et de meurtres par le gouvernement bolivien ainsi que par les États-Unis, à la suite d'incursions militaires. 
Les États-Unis et des organisations telles que la Banque mondiale et le Fonds monétaire international n'offrent leur aide internationale à la Bolivie que si elle s'engage à éradiquer la coca, provoquant ainsi des enjeux de souveraineté pour le pays. 
Les États-Unis n'ont accordé que peu d'importance au fait que la feuille de coca est partie intégrante de la culture traditionnelle andine, liée au mal de l'altitude, à la médecine traditionnelle et à différents rituels religieux.
Le mouvement cocalero veille cependant à redéfinir la représentation qui est faite de la feuille de coca. Grâce à un habile combat idéologique, il tente de libérer la coca de son association avec le trafic de drogue et la cocaïne, construisant une chaîne d'équivalences qui permet de passer de la signification de la feuille de coca comme « la feuille de l'ancêtre » à celle de symbole de la défense de la dignité nationale et de souveraineté contre les États-Unis, et ce, en en faisant un enjeu d'importance nationale. Sa défense n'implique pas uniquement la feuille, mais également la dignité nationale, la défense contre l'interventionnisme et la préservation de la mémoire des ancêtres. 
D'aucuns croient qu'il est dans l'intérêt des États-Unis de maintenir leur présence et leur emprise dans la région andine en raison des importantes réserves de gaz et de pétrole qui se trouvent en Bolivie. 